# Großeneder
Großeneder is een plaats in de Duitse gemeente Borgentreich, deelstaat Noordrijn-Westfalen, en telt naar schatting ruim 800 inwoners, tegen 902 inwoners in 2001.
Het is, evenals het aangrenzende Lütgeneder (ruim 400 inwoners), een boerendorp in het zuidwesten van de gemeente. De streek waarin beide dorpen liggen, de Warburger Börde, heeft bodems, die met een tot bijna 10 meter dikke laag löss zijn bedekt, en daarom zeer vruchtbaar zijn.
Bij het aangrenzende Hohenwepel, gemeente Warburg, kruisen twee belangrijke wegen elkaar, de Bundesstraße 241 en de Bundesstraße 252. De B 241 loopt oost-noordoostwaarts om Lütgeneder heen naar Beverungen, de B 252 noordwaarts naar Brakel (Duitsland).
De twee dorpen gaan terug op een plaats Nadri, waar landerijen lagen, die worden vermeld in een schenkingsakte van keizer Karel III de Dikke aan het klooster van Neuenheerse bij Bad Driburg uit het jaar 887. Het zijn altijd katholieke gemeenschappen gebleven, de Reformatie van de 16e eeuw had er geen effect. In 1622 , tijdens de Dertigjarige Oorlog, zijn beide dorpen door plundering en brand geheel verwoest geweest. Vanaf 1835 werd nabij Großen- en Lütgeneder basalt ten behoeve van de wegenbouw gedolven in een nabijgelegen steengroeve.
Großeneder bezit een bezienswaardig, in barokarchitectuur gebouwd dorpskerkje. Het is gewijd aan de apostelen Petrus en Paulus. Het huidige gebouw is, naast een deels nog middeleeuws kerktorentje, in 1816 gebouwd, waarbij stenen van de gesloopte kerk van Klooster Hardehausen bij Warburg werden hergebruikt. Het interieur is overwegend 18e- en vroeg 19e-eeuws (zie afbeeldingen).

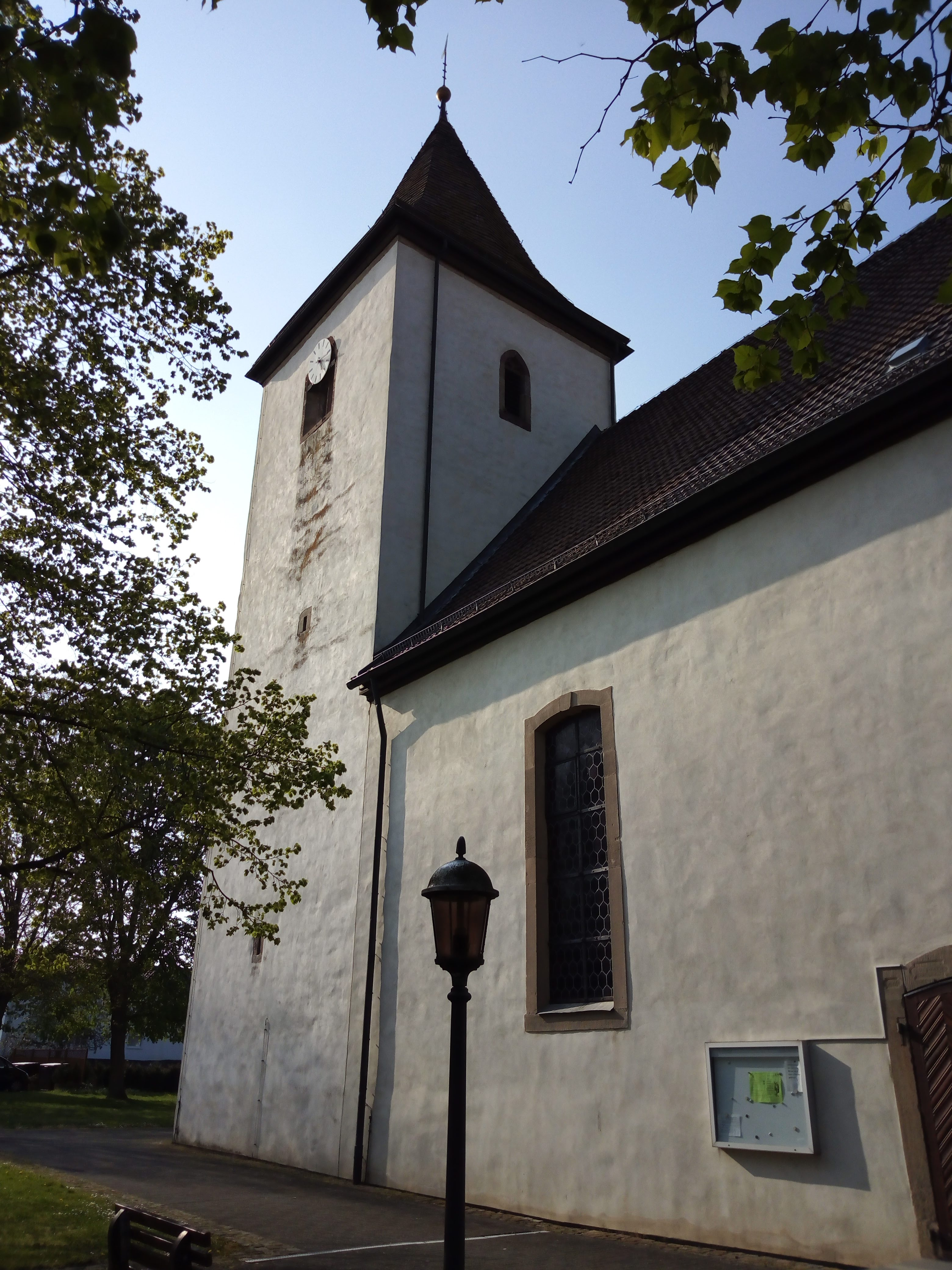
Großeneder, R.K. St. Petrus- en Pauluskerk
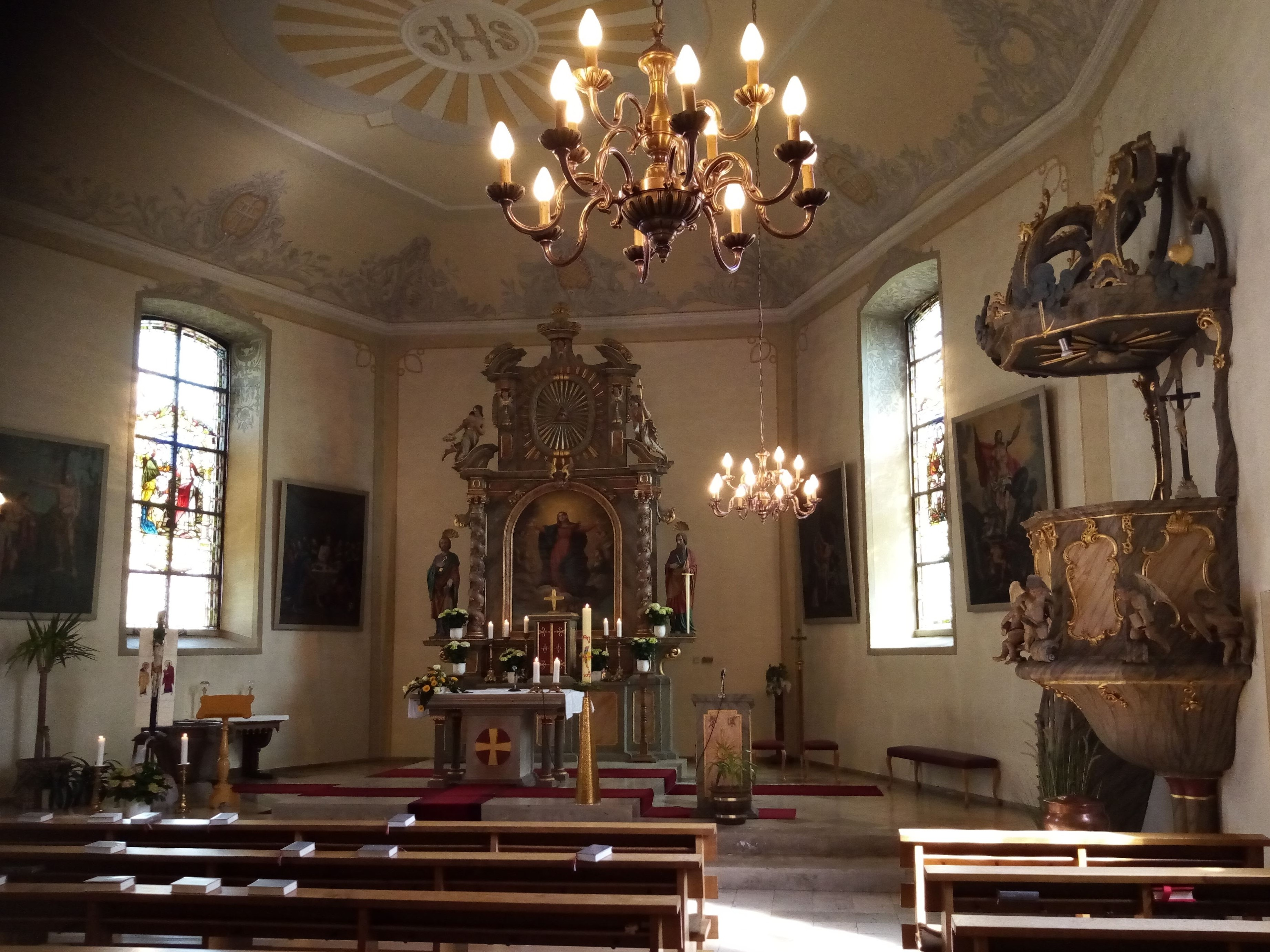
Interieur van deze kerk
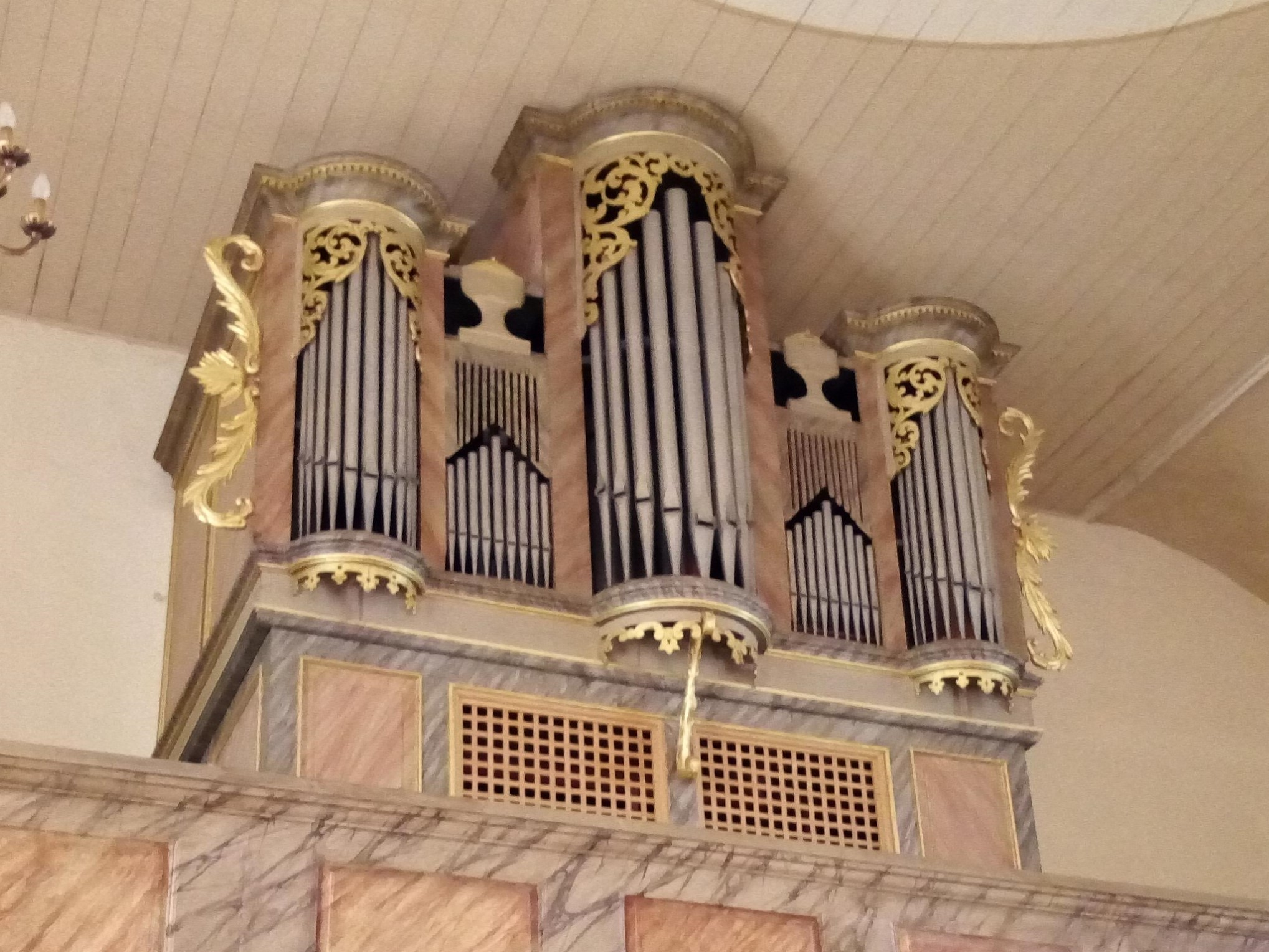
Orgel (1898) in deze kerk
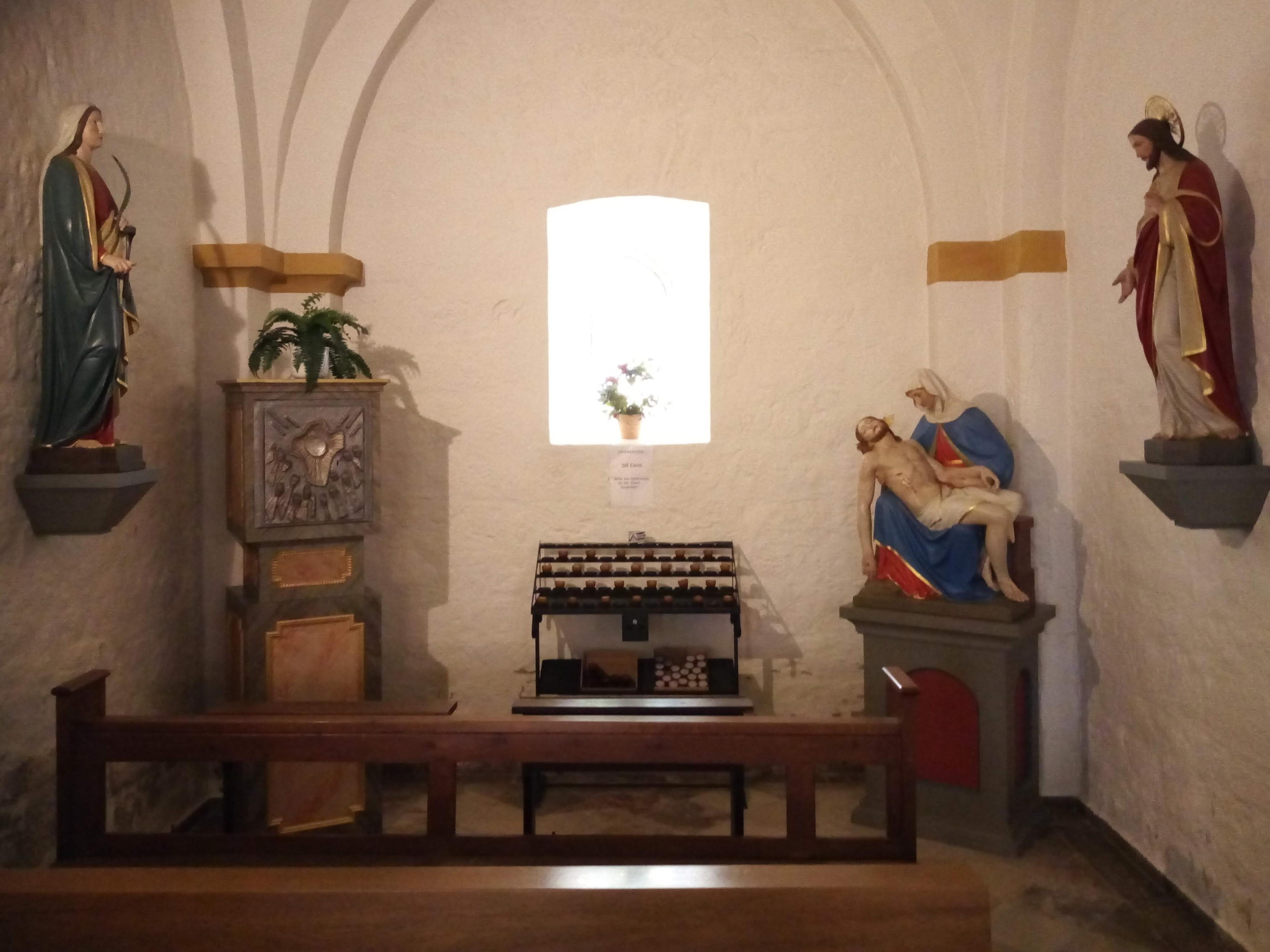
Torenkapelletje in deze kerk met piëta (rechts)
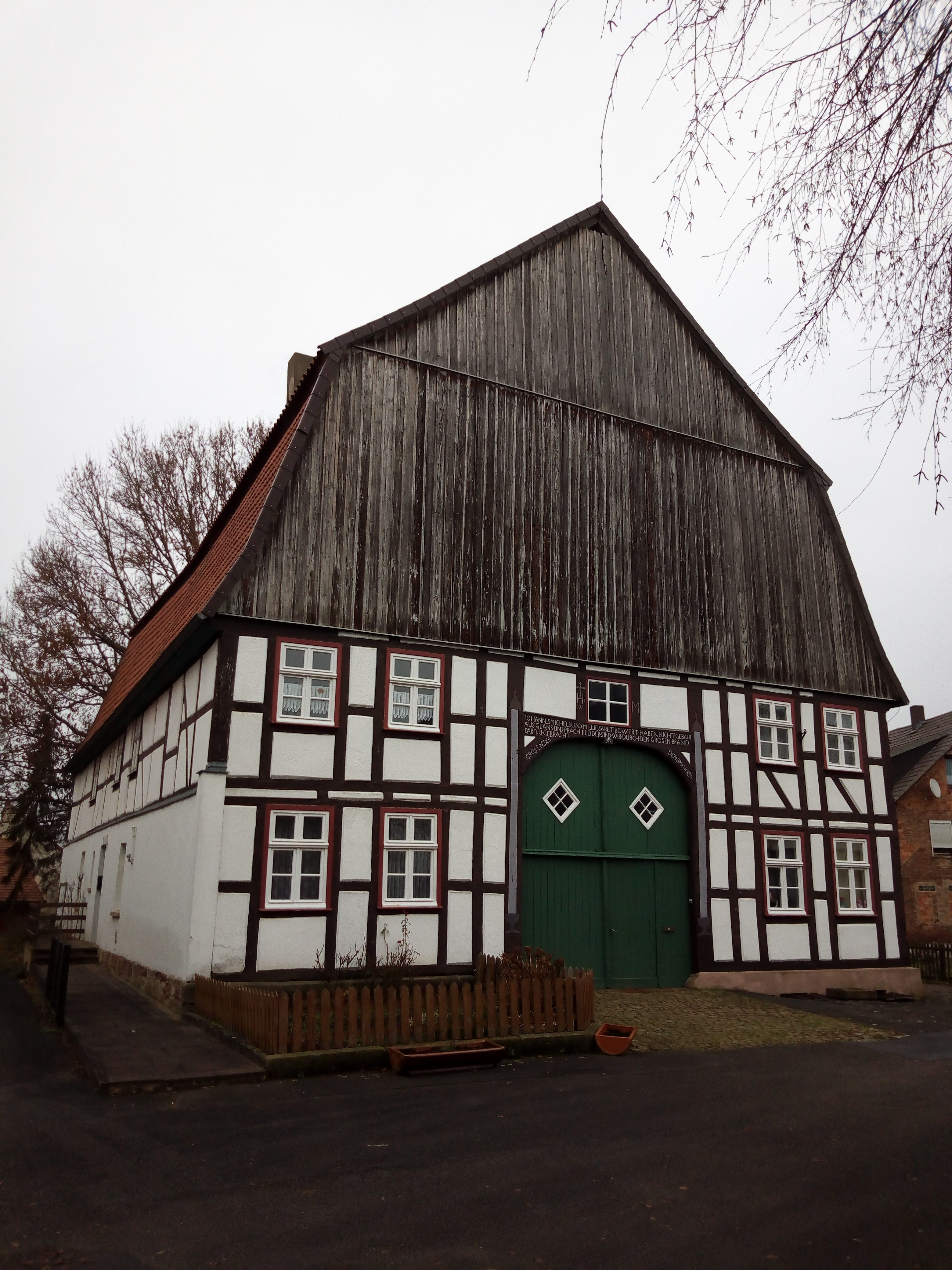
Monumentale boerderij Michelshof, 1829
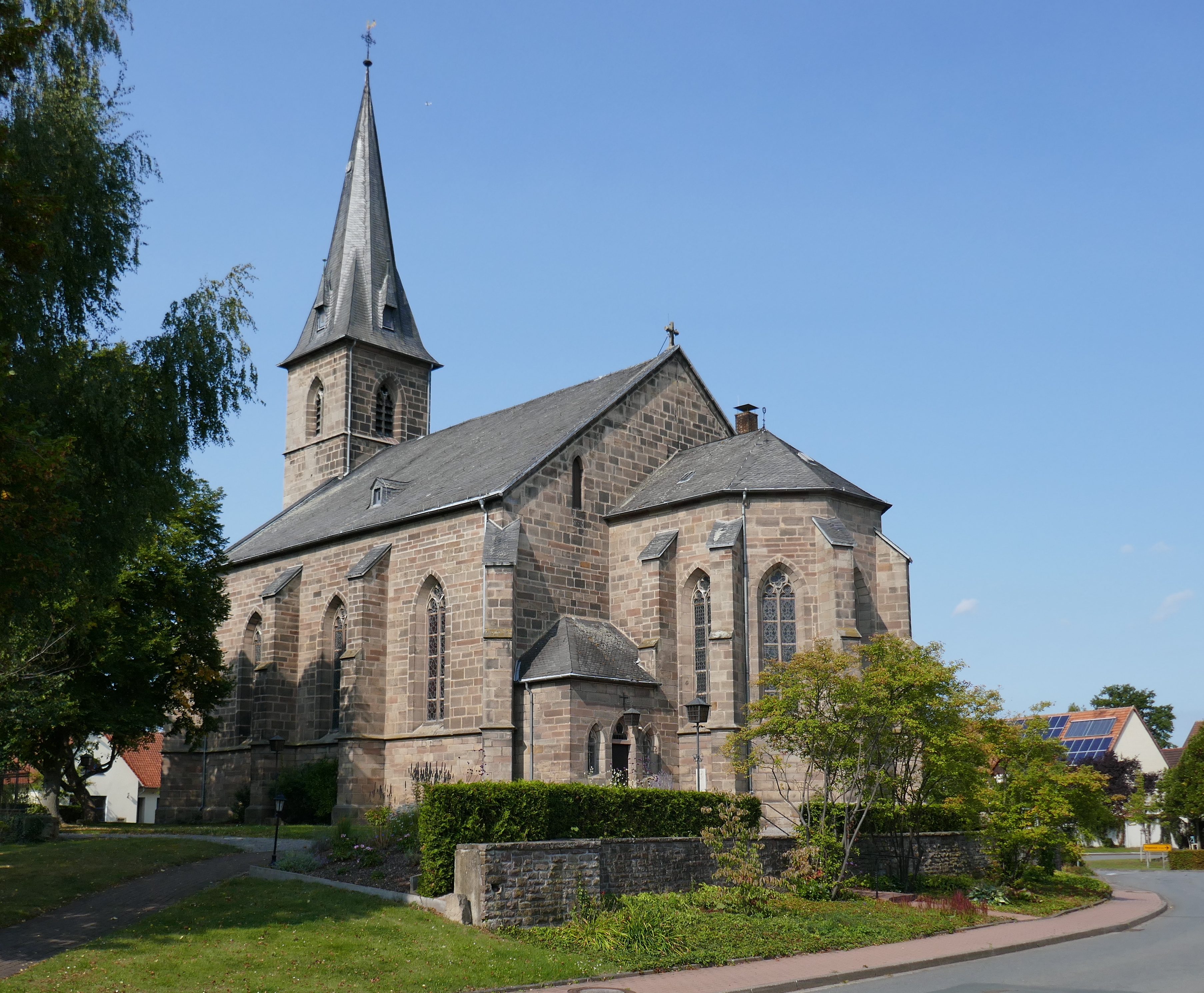
Neogotische St. Michaëlskerk, Lütgeneder (1852)